# 什托羅伯內亞薩鄉
43°53′N 25°27′E / 43.883°N 25.450°E
什托羅伯內亞薩鄉（羅馬尼亞語：Comuna Ștorobăneasa, Teleorman），是羅馬尼亞的鄉份，位於該國南部，由特列奧爾曼縣負責管轄，面積91平方公里，海拔高度37米，2007年人口3,372，人口密度每平方公里37人。